# かにトロしゅうまい
かにトロしゅうまいは鳥取県境港市のご当地焼売。中浦食品（島根県松江市）が開発、製造、販売を行っている。

## 概要
鳥取県は紅ズワイガニの水揚げ量で日本一である。その紅ズワイガニの身を使用した焼売である。
2015年11月に発売を開始し、2021年時点で年間約1万5000箱を売り上げている。
焼売研究家の種藤潤は「甘みの強さが特徴の紅ズワイガニをたっぷり使った奇跡の食感」と評している。
2019年に鳥取県米子市で開催された創作カニ料理のコンテスト「ウェルカニ料理コンテスト」では、飲食店部門で境港市の「御食事処 弓ヶ浜」の「かにトロしゅうまい」が最優秀賞を獲得している。

## 歴史
上述のように鳥取県境港市は紅ズワイガニの漁獲水揚げ量は日本一であり、カニ加工業も盛んである。土産商品としても、カニの一枚売りからカニを使用した料理や土産商品も多い。
大漁市場なかうら（境港市）もそんなカニやカニ加工品の販売を行っていたのだが、ある年のこと、マツバガニが高騰してしまい安価なカニが全く売られていなかった時期があった。観光客からの、高値で土産として買えない、もっと安価なカニは無いのか、カニが入ったちょっとしたものでもないのかという声から、カニを入れた加工品で、他にないものという商品開発が始まった。カニの一枚売りだとカニを捌くのに手間もかかるため、多忙でカニの調理時間が取れない人にも、調理が難しくなく、簡単に食べられる手ごろな商品を提供するという想いもあった。
「カニ焼売」そのものは、他でも販売されているが、販売価格との兼ね合いから、焼売の上にカニの身を乗せただけのものが多く、あまりカニの味がする料理であるとは言い難い。
そこで、独自の製法によって餡に多くのカニの身を入れ、餡の中身をふわふわ、トロトロに仕上げたことで、口の中で滑らかに餡が広がり、カニの風味を楽しめるよう開発された。
細切りのカニの身が花が咲いているよう乗っているのは、ふわっとした食感と出すためと、インスタ映えを考慮した結果であり、同時に地元のほがらかなイメージや手作り感を与えている。外側の皮やカニの身の盛り付けは全て手作業で行われている。
かにトロしゅうまいの製品には「特製たれ」が付属しているのだが、このタレは「御食事処 弓ヶ浜」の会長が試行錯誤を経て作り出したものであるが、昆布ダシを使用する、調味料の分量を変えるといった味の変化は続いている。